# 百器徒然袋——風
《百器徒然袋——風》是由講談社出版的京極夏彥的妖怪推理小說集，收集了百鬼夜行系列（京極堂系列）外傳的三個中篇故事。故事中提到的妖怪均取材自鳥山石燕的妖怪畫集《百器徒然袋》。繁體中文版由獨步文化出版。

## 發行信息
日文版
- 2004年7月8日，講談社Novels發行偵探小說《百器徒然袋——風》，ISBN 9784061823792
- 2007年10月16日，講談社文庫發行《百器徒然袋——風》，ISBN 9784062758628

中文版
- 2013年11月28日，獨步文化發行繁體中文版，ISBN 9789866043727

## 概要
本作是以「百鬼夜行系列」中的配角人物榎木津禮二郎為主人公的中篇集。是《百器徒然袋》系列的第二部作品，《百器徒然袋——雨》的續篇。解謎角色依然是中禪寺秋彥擔任，系列作中的大部分其他角色均有登場，亦有和其他作品（如《巷說百物語》）的世界相連。連載作品的時間線在《邪魅之雫》之後。
本系列作品標題「薔薇十字偵探的-」延續《百器徒然袋——雨》的特色，最後兩字和前面故事的副標題首尾呼應：「慨然」、「然疑」、「疑惑」。
2006年10月～2007年3月曾以ABC Radio（朝日放送）為主臺廣播以「百器徒然袋」為題的廣播劇。

## 主要登場人物
榎木津 禮二郎（Enokizu Reijirou）
「薔薇十字偵探社」的私家偵探。性格天真爛漫、外貌俊美。擁有能看穿別人記憶的能力。
詳情請參閱「百鬼夜行系列#主要登場人物」。
本島 俊夫（Motoshima Toshio）
本系列故事的敘述者。從事電機配線施工業。在前作的《鳴釜》里委託薔薇十字偵探社後開始，被捲入各個事件當中，也被榎木津當作了奴才。常被他人即興取名來稱呼，直到本作最後才出現真名。
安和 寅吉（Yasukazu Torakichi）
「薔薇十字偵探社」的秘書兼照顧榎木津的起居生活，通稱「和寅（やすとら）」
詳情請參閱「百鬼夜行系列#主要人物的交友關係」。
益田 龍一（Masuda Ryuuichi）
「薔薇十字偵探社」的偵探助手。負責處理瑣碎的委託。曾是搜查一課的警官。
詳情請參閱「百鬼夜行系列#主要登場人物」。
中禪寺 秋彥（Chuuzenji Akihiko）
中野的舊書店老闆。人稱「京極堂」。同時也是神主和「驅魔」的陰陽師。榎木津的友人。
詳情請參閱「百鬼夜行系列#主要登場人物」。
近藤 有嶽（Kondou Yuugaku）
本島的友人，無名的連環圖畫家。和本島是室友。通過本島得知榎木津參與過的事件，想以此作為連環圖的題材。
羽田 隆三（Hata Ryuuzou）
羽田制鐵的會長兼董事長顧問。《絡新婦之理》的織作伊兵衞的弟弟。在《塗佛之宴》正式登場。

## 五德貓 薔薇十字偵探的慨然
為了招財貓的事而起爭執的近藤和本島，決定到傳說是招財貓起源的豪德寺一探究竟。沒想到在那裡會聽到一個素未謀面的女孩提到「榎木津」的名字。和那女孩一同的女性說自己正為妖怪貓的事情煩惱，聽到後感到有趣的榎木津自告奮勇地接受了調查的委託。

### 登場人物
梶野 美津子（Kajino Mitsuko）
住在小池宗五郎家裡的女僕。9歲的時候開始幫傭，前往與20年不見的母親見面時被趕走，在之前她遇見了一隻奇怪的貓，因此對母親的行為生疑。煩惱之下，在阿節的介紹下委託薔薇十字偵探社調查。
奈美木 節（Namiki Setsu）
在《絡新婦之理》裡織作家的女傭，是個開朗的女孩。在本作裡到了別家裡打工，對在工作中保持交往的美津子感到擔心，
梶野 祿（Kajino Roku）
美津子的老母親。將許久不見的女兒美津子逐出門外，并說她不是自己女兒。
小池 宗五郎（Koike Sougorou）
在花町的澀谷圓山町經營「金池郭」。美津子的僱主，小池英惠的父親。
信濃 銑次郎（Shinano Senjirou）
在澀谷圓山町經營「銀信閣」。宗五郎的商業競爭對手，阿節的僱主，信濃薰的父親。因女兒殺害小池英惠的事令生意一時受到打擊，但之後總算恢復正常。
小池 英惠（Koike Hanae）
宗五郎的女兒。10年前左右因為和上田健吉的戀愛糾紛，被信濃薰和健吉一起殺死。
信濃 薰（Shinano Kaoru）
銑次郎的女兒，因為陷入三角戀的關係裡，和上田健吉一起將小池英惠殺害，之後失蹤。

## 雲外鏡 薔薇十字偵探的然疑
本島不明就裡地被黑道綁走，並被囚禁在空置的大樓裡。之後本島被一個可疑的人物幫助逃脫，但之後卻得知那個人在空置大樓裡被殺，遺體被發現。眼看殺人的嫌疑即將落到本島身上，一個自稱靈感偵探的男人出現，粗暴地向榎木津挑戰誰能最先找出真相。

### 登場人物
神無月 鏡太郎（Kannazuki Kyoutarou）
自稱神無月流陰陽道宗家。使用凈玻璃之鏡進行靈感調查的偵探。向評之為心眼偵探的榎木津挑戰。
各務 次郎（Kagami Jirou）
加加美演出社長。和亡父的前社長派進行著社內派系鬥爭。
駿東 三郎（Shuntou Saburou）
加加美演出的專務董事。前社長派，在社內的派系鬥爭中被殺。
權田 信三（Gonda Shinzou）
在東京當小販的香具師。
青木 文藏（Aoki Bunzou）
刑警。曾是木場的部下。韮山事件后被贬谪到小松川署，近期刚重返警视厅。
詳情請參閱「百鬼夜行系列#主要登場人物」。
中禪寺 敦子（Chuuzenji Atsuko）
京極堂之妹，《稀譚月刊》的編輯。
詳情請參閱「百鬼夜行系列#主要人物的家人」。
鳥口 守彥（Toriguchi Morihiko）
關口偶爾撰稿的雜誌《月刊實錄犯罪》之編輯。極度路癡，且容易用錯成語及典故。對攝影有著興趣。
詳情請參閱「百鬼夜行系列#主要登場人物」。

## 面靈氣 薔薇十字偵探的疑惑
近藤的家被小偷光顧，然而沒有東西被偷，反而是多了一個他毫無印象的密封的盒子，裡面放了個面具。今川說這是一個被詛咒的面具，並且有很多其他奇怪之處。榎木津吵鬧著要去參加追儺祭，同時正在進行外遇調查的益田陷入了窘迫的狀況……

### 登場人物
鯨岡 勛（Kujiraoka Isamu）
住在中目黑的金屬加工公司員工。委託薔薇十字偵探社調查妻子奈美是否有外遇。
鯨岡 奈美（Kujiraoka Nami）
鯨岡勛的妻子。比丈夫年輕近20歲。
菊岡 範子（Kikuoka Noriko）
羽田隆三別墅的管家。
今川 雅澄（Imagawa Masasumi）
在軍隊時代曾是榎木津的部下，古董商，「待古庵」的店主。
詳情請參閱「百鬼夜行系列#主要人物的交友關係」。
榎木津 幹麿（Enokizu Mikimaro）
榎木津禮二郎的父親，前子爵，經營貿易公司。
詳情請參閱「百鬼夜行系列#主要人物的家人」。

## 漫畫
由漫畫化，在「Comic怪」連載。

### 發行信息
日文版
由角川書店、怪COMIC發售。
1.  2013年10月21日發售 ISBN 9784041208670
2.  2014年12月26日發售 ISBN 9784041022955

中文版
1. 「五德貓 薔薇十字偵探的慨然」
2. 「雲外鏡 薔薇十字偵探的然疑」
3. 「面靈氣 薔薇十字偵探的疑惑」

## 用語
- 五德貓

- 雲外鏡

- 面靈氣